# Agostino Abbagnale
Agostino Abbagnale (Pompeya, 25 de agosto de 1966) es un deportista italiano que compitió en remo. Sus hermanos Carmine y Giuseppe y su sobrino Vincenzo compitieron en el mismo deporte.
Participó en tres Juegos Olímpicos de Verano, obteniendo tres medallas, oro en Seúl 1988 (cuatro scull), oro en Atlanta 1996 (doble scull) y oro en Sídney 2000 (cuatro scull).
Ganó cuatro medallas en el Campeonato Mundial de Remo entre los años 1985 y 2002.

## Palmarés internacional
| Juegos Olímpicos   | Juegos Olímpicos         | Juegos Olímpicos | Juegos Olímpicos |
| Año                | Lugar                    | Medalla          | Prueba           |
| ------------------ | ------------------------ | ---------------- | ---------------- |
| 1988               | Seúl (Corea del Sur)     | Medalla de oro   | Cuatro scull     |
| 1996               | Atlanta (Estados Unidos) | Medalla de oro   | Doble scull      |
| 2000               | Sídney (Australia)       | Medalla de oro   | Cuatro scull     |
| Campeonato Mundial |                          |                  |                  |
| Año                | Lugar                    | Medalla          | Prueba           |
| 1985               | Malinas (Bélgica)        | Medalla de plata | Ocho con timonel |
| 1997               | Aiguebelette (Francia)   | Medalla de oro   | Cuatro scull     |
| 1998               | Colonia (Alemania)       | Medalla de oro   | Cuatro scull     |
| 2002               | Sevilla (España)         | Medalla de plata | Doble scull      |